# Bjørn Helge Riise
Bjorn Helge Riise (Ålesund, Noruega, 21 de junio de 1983) es un futbolista noruego y el hermano menor de John Arne Riise. Actualmente juega para el Aalesunds FK como centrocampista.

## Aalesunds FK
A comienzos de su carrera, el menor de los Riise estaba relacionado con varios clubes, incluyendo el Manchester City y Cardiff City Football Club pero ninguna de las ofertas llegaron a materializarse, mientras que su hermano mayor sería traspasado al Liverpool por lo que el Riise amenazó con retirarse después de que el acuerdo con el Cardiff fracasara debido a complicaciones con el Aalesunds FK, su club en ese momento, afirmando que "yo no entiendo lo que quieren los directivos de mí club. Estoy a punto de retirarme del fútbol, porque esto ya no es divertido"

## Standard Lieja
En el mercado de verano de Europa, el jugador Noruego fichaba por el Standard Lieja, uno de los equipos más laureados de Bélgica, pero que pasaba con una sequía en el palmarés, luego de deslumbrar en las primeras 2 prácticas fue poco a poco incluido en el equipo titular, junto a su compatriota Ole Martin Årst. Pese a su tan rotundo éxito, no pudo brillar y a la temporada siguiente parte a préstamo al Bruselas equipo en el que se transforma en titular indiscutido. A fines de año y pese a una opción de compra, unas negociaciones con el Lillestrøm SKharían que volviera a su país natal, Noruega
en el mercado de verano. Estaría allí 3 años y medio, además de eso vendría su primera convocatoria a la Selección de fútbol de Noruega.
Hizo su debut en el equipo nórdico el día 3 de junio ante el Molde FK. 

## Fulham, primer equipo de renombre
El día 18 de junio, los medios de comunicación de Noruega ya había acordado traspaso a un equipo inglés junto a sus compatriotas Brede Hangeland y Erik Nevland, específicamente al Fulham F.C. club en el que se mantiene ahora, aunque no con mucho éxito, el monto era aproximadametne de £ 2 millones, 
Fulham declaró que Riise fue a someterse a un examen médico, proceso que culminaría el 21 de julio. Riise firmado un acuerdo de tres años con un monto no revelado. Sin embargo, recibió la camiseta número 17 para la Temporada 09/10. Hizo su debut en el empate de Fulham de la Liga Europea contra el FK Vėtra lituano, entrando como sustituto en el minuto 78 por Zoltan Gera. Fulham ganó el partido 3-0, ganando 6-0 en el global.
Jugó un partido de Liga Europea ante el A.S. Roma, donde enfrentó en ese partido a su hermano, John Arne Riise

## Selección nacional
Obtuvo su primera convocatoria para Noruega en un partido de clasificación para la Eurocopa 2008 ante Malta, Noruega ganó 4-0. Él proporcionó tres asistencias en el juego que vio a su hermano John Arne Riise marcar un gol. 
Riise consiguió su primer gol con Noruega en el otro partido de clasificación contra Bosnia y Herzegovina. Noruega ganó 2-0, siendo el autor del segundo gol del partido.

## Clubes
| Club              | País       | Año       |
| ----------------- | ---------- | --------- |
| Aalesunds FK      | Noruega    | 2000-2003 |
| Standard de Lieja | Bélgica    | 2003-2004 |
| FC Brussels       | Bélgica    | 2004-2005 |
| Lillestrøm SK     | Noruega    | 2005-2009 |
| Fulham FC         | Inglaterra | 2009-2011 |
| Sheffield United  | Inglaterra | 2011      |
| Fulham FC         | Inglaterra | 2011      |
| Portsmouth FC     | Inglaterra | 2011      |
| Lillestrøm SK     | Noruega    | 2012-2015 |
| Aalesunds FK      | Noruega    | 2015-     |